# Joppa (Illinois)
Joppa es una villa ubicada en el condado de Massac en el estado estadounidense de Illinois. En el Censo de 2010 tenía una población de 360 habitantes y una densidad poblacional de 275,79 personas por km².

## Geografía
Joppa se encuentra ubicada en las coordenadas 37°12′33″N 88°50′49″O / 37.20917, -88.84694. Según la Oficina del Censo de los Estados Unidos, Joppa tiene una superficie total de 1.31 km², de la cual 1.26 km² corresponden a tierra firme y (3.57%) 0.05 km² es agua.

## Demografía
Según el censo de 2010, había 360 personas residiendo en Joppa. La densidad de población era de 275,79 hab./km². De los 360 habitantes, Joppa estaba compuesto por el 89.17% blancos, el 8.61% eran afroamericanos, el 0.56% eran amerindios, el 0% eran asiáticos, el 0% eran isleños del Pacífico, el 0% eran de otras razas y el 1.67% pertenecían a dos o más razas. Del total de la población el 3.33% eran hispanos o latinos de cualquier raza.